# Nissan 280ZX

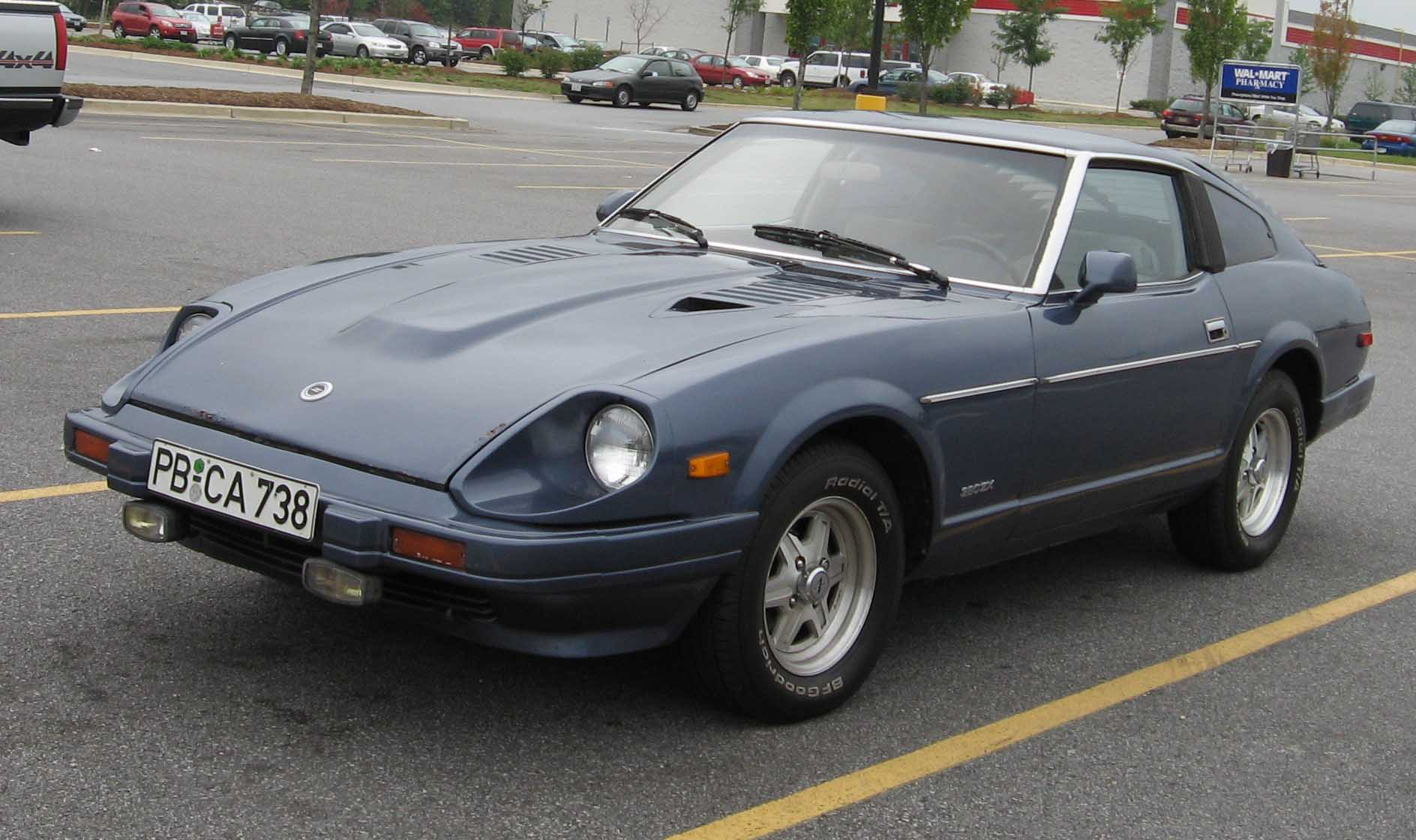
Nissan 280ZX

Nissan 280ZX, eller Datsun 280ZX, tillverkades från 1979 t.o.m. 1983. Den har en rak 6-cylindrig motor på antingen 2,0 eller 2,8 liter, och med eller utan turbo. 280ZX är något längre än föregångarna 240Z och 260Z och hade därför plats för tillvalet av ett litet baksäte. Modellen har fällbara ryggstöd i baksätet, vilket gör att den trots sin utpräglade sportbilskaraktär ändå kan fungera som en mindre "halvkombi". Det var den första turboladdade bilen som var producerad i Japan, och blev bilen som startade turbo-trenden i den japanska bilindustrin. Den har ofta blivit hyllad för sin hållbarhet. 280ZX är relativt sällsynt i Sverige.

## Dimensioner (2-sitsig)
- Längd: 4420 mm
- Bredd: 1690 mm
- Höjd: 1295 mm
- Hjulbas: 2320 mm

## Dimensioner (2+2)
- Längd: 4620 mm
- Bredd: 1690 mm
- Höjd: 1305 mm
- Hjulbas: 2520 mm

## Prestanda
- L20E 2,0 liter: 115 hk
- L20ET 2,0 liter turboladdad: 144 hk
- L28E 2,8 liter: 150 hk
- L28ET 2,8 liter turboladdad: 180 hk, 275 Nm